# Kantturasaari (ö i Norra Savolax)
Kantturasaari är en ö i Finland. Den ligger i sjön Palvalahti och i kommunen Varkaus i den ekonomiska regionen  Varkaus ekonomiska region  och landskapet Norra Savolax, i den sydöstra delen av landet, 290 km nordost om huvudstaden Helsingfors. Öns area är 1,9 hektar och dess största längd är 300 meter i sydväst-nordöstlig riktning.